# Африканско-Антарктическая котловина
Африка́нско-Антаркти́ческая котлови́на — обширная подводная котловина в южной части Атлантического и Индийского океанов, расположенная между материковым склоном Антарктиды, Южно-Антильским хребтом, Африканско-Антарктическим хребтом и хребтом Кергелен.
Африканско-Антарктическая котловина представляет собой мезо-кайнозойский прогиб океанического ложа с глубинами до 6 787 м и с осадочным покровом мощностью 600—700 м.
Протяжённость вдоль 60° южной широты составляет 6 200 км. Ширина — 1 500 км. Наибольшая глубина  — 6 787 м. Дно котловины слагают красные глубоководные глины и диатомовый ил.
В индоокенаском секторе Южного океана на дне котловины находится подводная возвышенность Конрада — микроконтинент, на котором расположены две плосковершинных подводных горы вулканического происхождения  — банки Обь и Лена.